# Bjorn Stevens
Bjorn Stevens (* 19. April 1966 in Augsburg, Deutschland) ist ein US-amerikanischer Meteorologe und Klimawissenschaftler. Er leitet die Abteilung für Atmosphäre im Erdsystem am Max-Planck-Institut für Meteorologie und ist Professor an der Universität Hamburg.

## Leben
Als Sohn einer Deutschen und eines US-Amerikaners wuchs Stevens in verschiedenen englischsprachigen Ländern auf und lernte später in seinem Leben Deutsch. Er absolvierte ein Bachelor- und Masterstudium der Elektrotechnik an der Iowa State University und promovierte 1996 in Atmosphärenwissenschaft an der Colorado State University. Von 2007 bis 2011 war er "Full Professor" für dynamische Meteorologie an der University of California, Los Angeles, bevor er nach Hamburg wechselte.
Stevens ist verheiratet und Vater zweier Kinder.

## Wirken
Stevens befasst sich mit der Erforschung der Rolle von Aerosolen, Wolken und atmosphärischer Konvektion im Klimasystem. Er hat Beiträge zum Verständnis der Wolkenbildung, die Reaktion von Wolken auf Erwärmung und der Reaktion des Strahlungsantriebs auf Aerosolstörungen geleistet, was zu einem tieferen Verständnis des Klimawandels beigetragen hat.
Stevens war einer der Verfasser des Kapitels über Wolken und Aerosole des Fünften Sachstandsberichts des IPCC (2013/2014).

## Veröffentlichungen (Auswahl)
- Bjorn Stevens: Rethinking the lower bound on aerosol radiative forcing. In: Journal of Climate. Band 28, 2015, S. 4794–4819, doi:10.1175/JCLI-D-14-00656.1
- Bjorn Stevens: Clouds unfazed by haze. In: Nature. Band 546, 2017, S. 483–484, doi:10.1038/546483a
- Bart van Stratum und Bjorn Stevens: The impact of vertical mixing biases in large‐eddy simulation on nocturnal low clouds. In: Journal of Advances in Modeling Earth Systems. Band 10, 2018, S. 1290–1303, doi:10.1029/2017MS001239